# Howard A. Anderson
Howard A. Anderson (* 31. März 1920 in Los Angeles, Kalifornien, Vereinigte Staaten; † 27. September 2015 in Ventura, Kalifornien) war ein Spezialeffekte-Techniker bei Film und Fernsehen.

## Leben
Howard A. Anderson erlernte das Handwerk von der Pike auf von seinem gleichnamigen Vater (1890–1979), der eine entsprechende Firma gegründet hatte, die in den 1930er Jahren die Spezialeffekte zu Filmklassikern wie White Zombie (1932) und Der Mann mit der eisernen Maske (1939) geliefert hatte. Nach dem Zweiten Weltkrieg begann Anderson Junior als Kameramann und Spezialeffektefotograf, seit 1950 ist er als eigenständiger Schöpfer filmischer Spezialeffekte nachzuweisen.
Andersons Arbeitsfeld wurden Horror- (Curucu, Beast of the Amazon) und Science-Fiction-Filme (Die Zeitmaschine), historisch angehauchte Abenteuergeschichten (Taras Bulba) ebenso wie Kriegsdramen (Tobruk). Für seine Leistung zu dem letztgenannten Streifen erhielt Howard A. Anderson gemeinsam mit seinem britischen Kollegen Albert Whitlock eine Oscar-Nominierung. Zu dieser Zeit war er mit der umfangreichen Arbeit an der Sci-Fi-Kultserie Raumschiff Enterprise beschäftigt, für die er zwischen 1966 und 1969 insgesamt 80 Folgen spezialeffekttechnisch betreute.
1974 beendete Howard Anderson seine aktive Laufbahn und gab das „Staffelholz“ an seinen gleichnamigen Sohn, Howard A. Anderson III., weiter. Anderson jun. erhielt 2007 den Charles H. Jenkins Lifetime Achievement Award im Rahmen der 59th Primetime Emmy Awards-Feier. Drei Jahre zuvor war er bereits mit dem President’s Award der American Society of Cinematographers ausgezeichnet worden.

## Filme (Auswahl)
Nur visuelle oder Spezialeffekte:
- 1948: Insel des Grauens (Unknown Island)
- 1950: Amazonen des Urwalds (Prehistoric Women)
- 1951: The Man With My Face
- 1951: Slaughter Trail
- 1953: Phantom From Space
- 1956: Im Dunkel der Nacht (Nightmare)
- 1956: Curucu, Beast of the Amazon
- 1957: Invasion of the Saucer Men
- 1959: Die Zeitmaschine (The Time Machine)
- 1960: Der Herrscher von Cornwall (Jack the Giant Killer)
- 1961: Taras Bulba
- 1966: Tobruk
- 1966–69: Raumschiff Enterprise (Star Trek, Fernsehserie)
- 1967: The Wicked Dreams of Paula Schultz
- 1971: Killersatelliten (Earth II) (Fernsehfilm)
- 1972: Rabbits (Night of the Lepus)
- 1973: Bat People – Die Blutsauger (Bat People)